# Резервуар підземних вод
Резервуар підземних вод – окреме геологічне тіло, що містить воду і характеризується спільністю просторового розподілу, переміщення та формування підземних вод. У його межах здійснюється живлення, накопичення і розвантаження підземних вод. Виділення Р.п.в., нанесення їх на карту і встановлення між ними меж є однією з першочергових задач регіональної гідрогеології. 
Принцип виділення основних типів Р.п.в. базується на поверховій будові верхньої частини земної кори. У межах платформних і складчастих регіонів розрізняються два поверхи: фундамент і чохол. Позаповерхове положення займають молоді вулканічні утворення, дайкові фації і зони розломів. Угорі залягає покрив крихких четвертинних відкладів.
Р.п.в. характеризуються розмірами (об’ємом), будовою (формою), складом та властивостями. Їх розрізняють за структурно-гідрогеологічним принципом, що враховує: - розміри і будову геологічного тіла; - склад порід (визначає характер розподілу підземних вод); - особливості живлення, стоку і розвантаження підземних вод. 

Басейн артезіанських вод

За розмірами найменшими Р.п.в. є сукупність водовмісних шпарин і тріщин у гірських породах, більші утворення – водоносні пласти, горизонти і комплекси, водоносні зони в межах тектонічних розломів і карстових порожнин. 
Найбільшими Р.п.в. є артезіанські басейни та гідрогеологічні масиви. 
Син. – водоносна система. 